# Айзенштейн, Ишия Абрамович
Ишия (Александр) Абрамович Айзенштейн (22 декабря 1905 — 17 декабря 1986, Ташкент) — почётный гражданин Ташкента, инициатор установки в городе Курантов, ставших впоследствии одним из символов города.
Механизм курантов И. А. Айзенштейн привез из небольшого городка Алленштайн в Восточной Пруссии, где И. А. Айзенштейн заканчивал весной 1945 года свою службу в армии во время Великой Отечественной войны. Он снял незначительно повреждённый часовой механизм курантов с ратушной башни, которая грозила обрушением.
В дальнейшем от имени своего полка сержант И. А. Айзенштейн преподнес починенный им собственноручно часовой механизм башенных часов в дар городу Ташкенту.
Скончался И. А. Айзенштейн в Ташкенте и похоронен на Боткинском кладбище.

## История Ташкентских курантов
На проект здания для часов архитектурным управлением города проводился конкурс, и был выбран лучший проект, а само строительство 30 метровой башни на тот момент считалось уникальным. Отделка здания курантов выполнялась при активном участии знаменитого резчика по ганчу (сырому алебастру), прославленного художника-орнаменталиста, почётного члена Академии наук Узбекистана усто Ширина Мурадова. 9 мая 1947 года Ташкентские куранты начали свой отсчёт времени. На здании курантов установлена мраморная табличка с именем И. А. Айзенштейна.
Впоследствии, являясь профессиональным часовщиком, И. А. Айзенштейн много лет обслуживал механизм ташкентских курантов, а также принимал активное участие в восстановлении их работоспособности после землетрясения 1966 года.